# Sota el sol de Satanàs
Sous le soleil de Satan és una pel·lícula francesa de Maurice Pialat, estrenada el 1987, Palma d'Or del Festival de Canes el 1987. Ha estat subtitulada al català com Sota el sol de Satanàs. La pel·lícula és una adaptació de la novel·la homònima de Georges Bernanos, publicada el 1926.

## Argument
Malgrat el suport de l'abat Menou-Segrais, l'abat Donissan dubta de la seva vocació. Quan la jove Bossell, que acaba de matar el seu amant, es dirigeix a ell, ell l'aclapara i l'empeny al suïcidi. Un vespre, sobre una carretera de camp, es creua amb un venedor de cavalls en el qual reconeix Satan. Nomenat rector de Lumbres, és considerat com un sant pels seus parroquians i, a canvi de la salvació de la seva ànima, realitza un miracle. Poc després, Menou-Segrais el troba mort al confessionari.

## Repartiment
- Gérard Depardieu: Donissan
- Sandrine Bonnaire: Mouchette
- Alain Artur: Cadignan
- Jean-Christophe Bouvet: Maquignon
- Yann Dedet: Gallet
- Maurice Pialat: Menou-Segrais
- Brigitte Legendre: La mare de Mouchette
- Jean-Claude Bourlat: Malorthy

## Premis
L'any 1987 va guanyar la Palma d'Or al Festival de Canes. Maurice Pialat, en el lliurament del guardó, es va adreçar als periodistes que xiulaven aquest premi: «Si no m'estimeu, jo tampoc us estimo».